# Угловатый крестовик
Угловатый крестовик (лат. Araneus angulatus) — вид пауков из семейства кругопрядов (Araneidae). Встречается по всей Палеарктике. В странах Балтийского бассейна состояние природных популяций вызывает опасения. Вид занесён в Красную книгу Санкт-Петербурга в категории «Исчезающие». Идентификационный код KNRCK 19=7
Первый вид, описанный в книге Клерка «Шведские пауки», названия из которой имеют приоритет над описаниями Карла Линнея (уникальный случай).

## Биология
Хищники. Охотятся преимущественно на летающих насекомых. 

## Иллюстрации

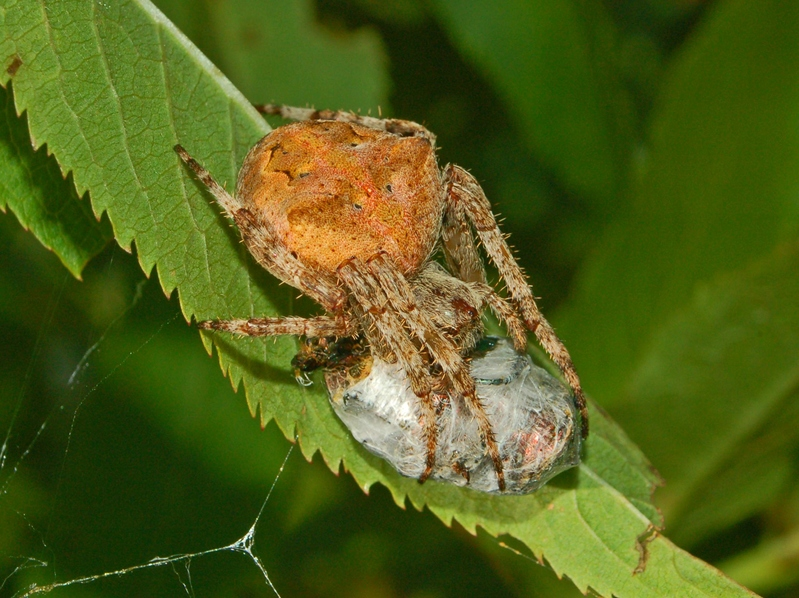
Паук с жертвой (Александрия, северо-запад Италии)
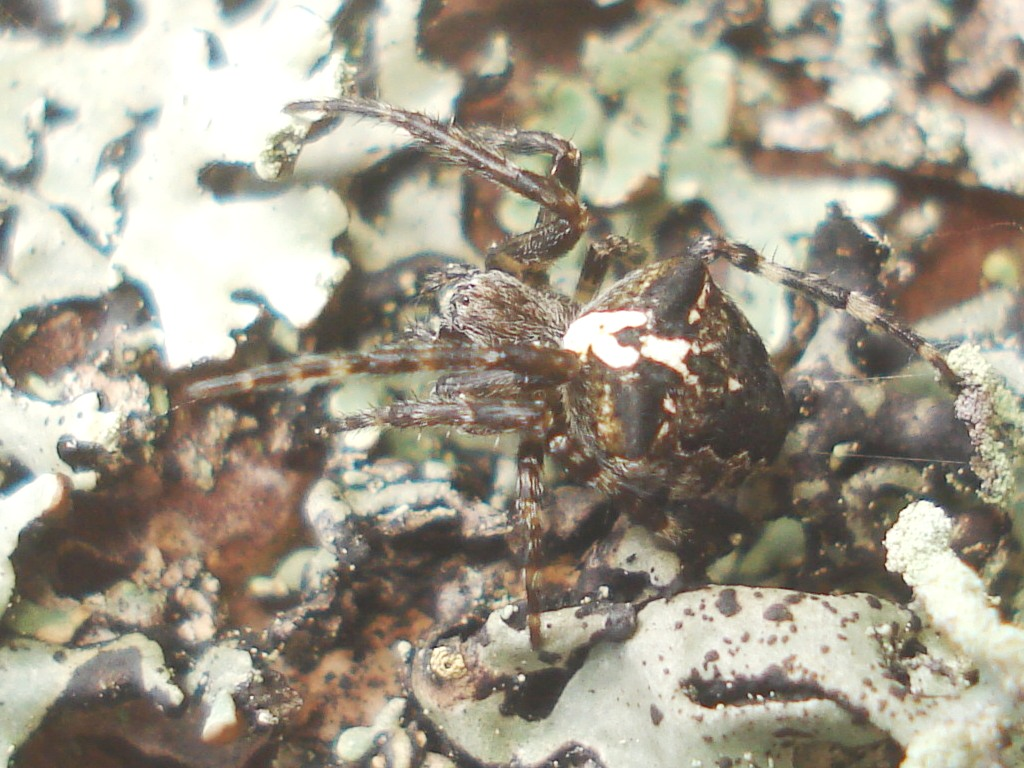
Паук на талломе лишайника
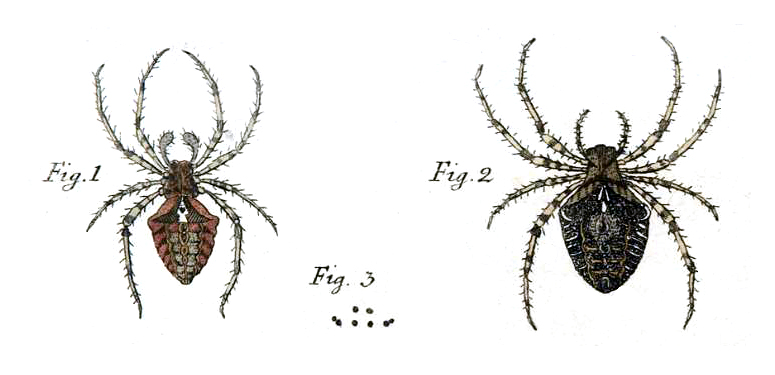
Самец и самка (рисунок из первоописания 1758 года)
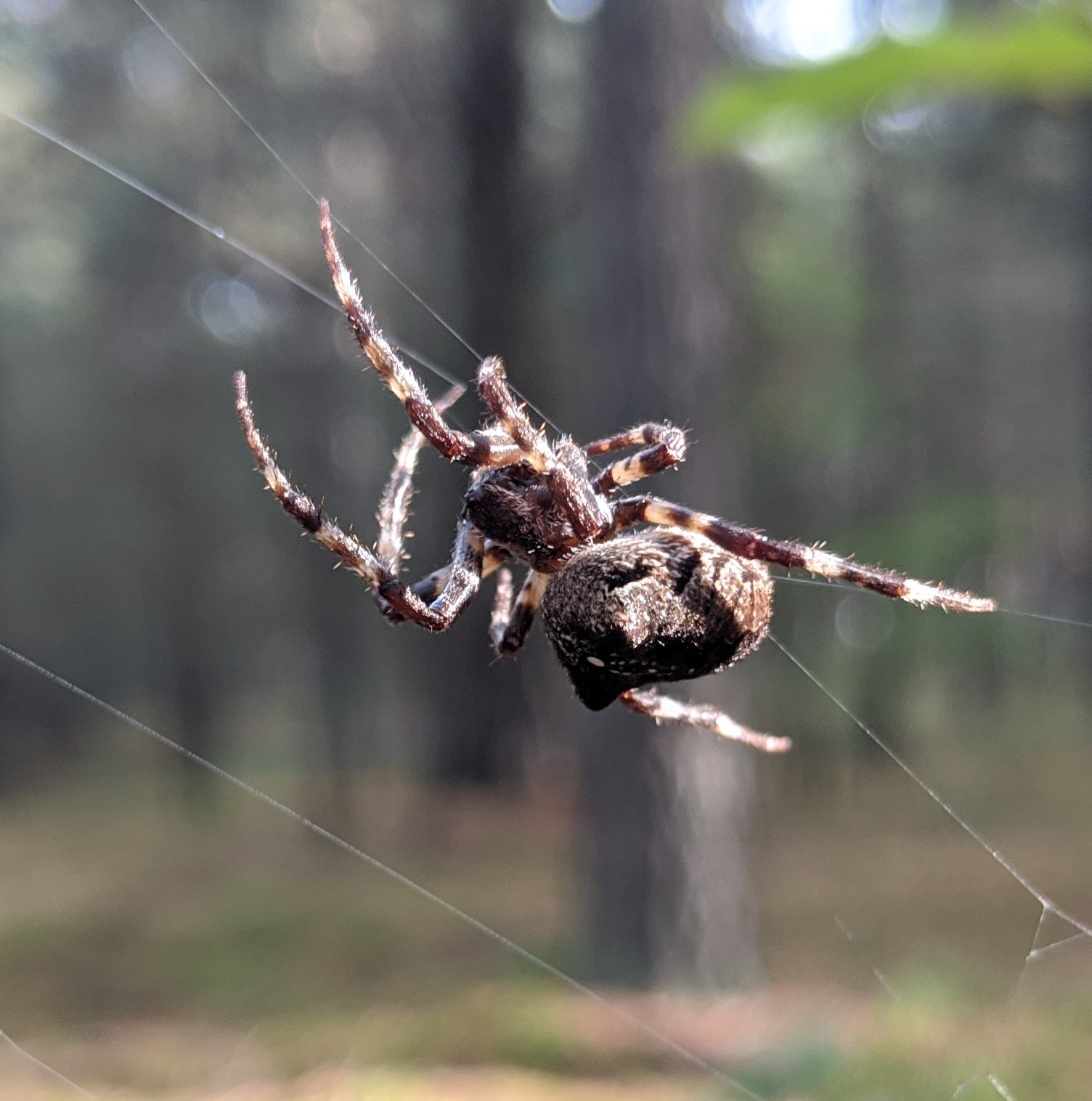
Паук на паутине. Северо-запад Украины